# Múzeum

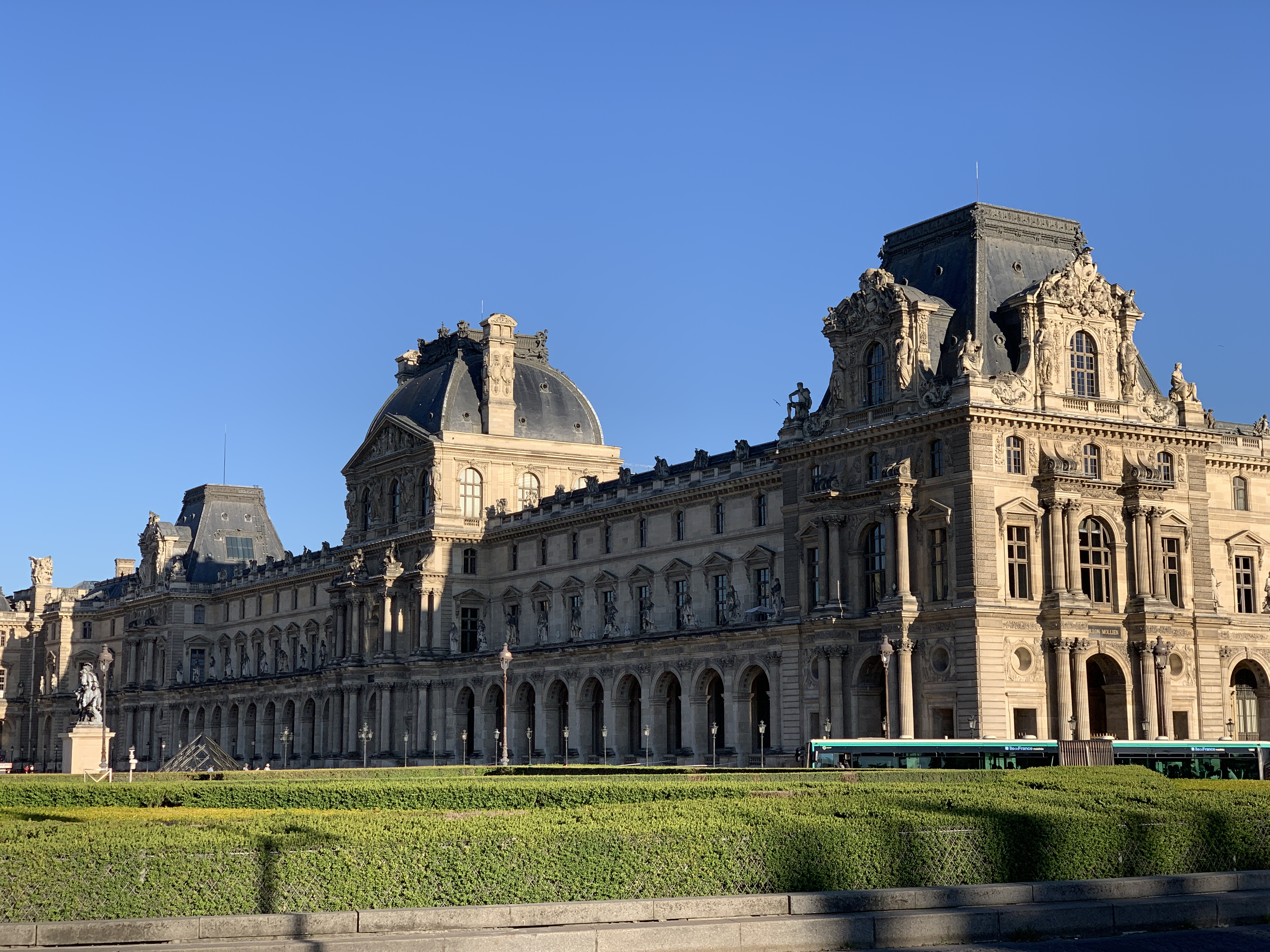
A párizsi Louvre egyike a világ leghíresebb múzeumainak

A múzeum a kulturális javak tudományosan rendszerezett gyűjteményeit kezelő kulturális intézmény.

## Története
A múzeum fogalma a görög múzsa (művészetek istennői) szóból ered, és kezdetben a múzsák templomait nevezték így. Később általában átvitt értelemben a múzsáknak, vagyis a tudománynak, művészeteknek szentelt helyet értettek rajta. Az ókornak ez utóbbi értelemben vett legjelentékenyebb és legfontosabb múzeuma az egyiptomi Alexandriában volt, amelynek alapítójául II. Ptolemaiosz késő egyiptomi királyt (ur.: Kr. e. 282–246) nevezik meg. A királyi palotának abban a részében volt, amelyben a könyvtár is el volt helyezve. Ott gyülekezett egy válogatott tudós társaság, amelynek tagjait az egyiptomi állam tartotta el, hogy zavartalan élhessenek tudós kutatásaiknak. Tevékenységük kiváltképp a filológiára vonatkozott, de a költészet éppúgy helyet talált itt, mint az orvostudomány és az úgynevezett egzakt tudományok. Ugyan a Ptolemaioszok idejében állt virágzása tetőpontján ez az intézmény; de nem szűnt meg a római hódítás után sem. Claudius római császár (uralkodott Kr. u. 41–54) egy másik múzeumot csatolt hozzá, amelyet a saját nevéről nevezett el. Az ókor egyéb híres múzeumai közé tartozott a pergamoni, az antiochiai és a konstantinápolyi múzeum.
A középkor vége óta múzeumon ritka és érdekes tárgyak kiállítására szolgáló épületet értettek, amelyekben természettudományi vagy művészeti tárgyakat őriztek. Idővel műemlékek megőrzésére szolgáló épületeket neveztek így, és csak a 18–19. századtól szolgált kifejezetten művészeti és tudományos gyűjtemények elnevezésére. Így megjelentek a külön anatómiai (bonctani), agrokultúrai (mezőgazdasági), mineralógiai (ásványtani), botanikai (növénytani), zoológiai (állattani), geológiai (földtani), etnológiai (néprajzi), fizikai, történeti, prehisztorikus (őskori) stb. múzeumok, amelyekben minden tudománynak történetét és rendszerét természeti tárgyak, preparátumok vagy műalkotások tüntetik föl. Kialakultak olyan múzeumok is, amelyek egyes híres mesterek műveit tartalmazzák (például a Thorwaldsen-Múzeum Koppenhágában, a Rauch-múzeum Berlinben). Az első művészeti múzeumot Firenzében alapították. Előbb éremgyűjtemény volt, majd szobrokat csatoltak hozzá, a képeket pedig külön termekben és nyílt udvarokon állították föl. A római múzeumok mintájára alakultak egyéb múzeumok is, és köztük változatosság és egyetemesség tekintetében első volt a párizsi Louvre, roppant gazdag és fontos a British Museum Londonban, a Királyi Múzeum Berlinben (1961-ben lebontották), a Pergamonmuseum ugyancsak Berlinben, a Császári Királyi Múzeum Bécsben, a Magyar Nemzeti Múzeum Budapesten, vidékiek közül a Felső-Magyarországi Múzeum (ma: Kelet-szlovákiai Múzeum) Kassán.
A múzeum más jelentésben is élt a 19. században: zárt társaságokat neveztek így, amelyek irodalmi célokra egyesültek (például Erdélyi Múzeum-Egyesület), illetve könyvgyűjtemények címében is szerepelt (például Petőfi-múzeum).

## Fogalma Magyarországon
„A múzeum a kulturális javak tudományosan rendszerezett gyűjteményeiből álló muzeális intézmény, amely a kulturális javakat és a szellemi kulturális örökség elemeit tudományos, örökségvédelmi, oktatási és ismeretátadási céllal gyűjti, megőrzi, feldolgozza, kutatja és kiállítja, továbbá egyéb formákban közzé teszi. Tevékenységével elősegíti a természeti, társadalmi, művészeti, kulturális és tudományos összefüggések kutatását, megértését, nyomon követi azok jelenkori változásait és folytonos művelődésre ösztönöz.”

## Feladatai
Feladata a kulturális javak meghatározott anyagának folyamatos gyűjtése, nyilvántartása, megőrzése, és restaurálása, tudományos feldolgozása és publikálása, továbbá kiállításokon illetve egyéb módokon való bemutatása.
Az 1997. évi CXL. törvény 37/A. §-ban meghatározott feladatok, továbbá a múzeum működési engedélyében meghatározott gyűjtőkörébe tartozó kulturális javak
- a) gyűjteménygondozása, ennek keretében azok
- aa) gyarapítása,
- ab) nyilvántartása,
- ac) állományvédelme,
- b) tudományos feldolgozása és publikálása,
- c) hozzáférhetővé tétele, ennek keretében
- ca) állandó és időszaki kiállítások rendezése,
- cb) közművelődési és múzeumpedagógiai programok és kiadványok biztosítása,
- cc) a kulturális javak digitalizálása,
- cd) a kutatási tevékenység biztosítása.[3]

A múzeum kifejezés csak a múzeum besorolású muzeális intézmény működési engedélyén feltüntetett elnevezésben szerepelhet.
A múzeum szabad kapacitásai terhére kiállítások megrendezésével, kulturális javak kölcsönzésével, valamint tudományos, állományvédelmi és közönségkapcsolati tevékenységgel kapcsolatos szolgáltatást nyújthat. A múzeum a fenntartó által jóváhagyott múzeumi küldetésnyilatkozattal és múzeumi digitalizálási stratégiával rendelkezik, amely alapján szakmai tevékenységét folytatja, A múzeum feladatait éves szakmai munka- és pénzügyi terv alapján végzi, tevékenységéről éves szakmai munkajelentést és pénzügyi beszámolót, valamint teljesítményértékelést készít.

## Típusai Magyarországon
- országos múzeum
- országos szakmúzeum
- megyei múzeum
- területi múzeum
- tematikus múzeum.

### Országos múzeum
Az országos múzeum átfogó, egy vagy több alaptudományra támaszkodó, szakterületén kiemelkedő jelentőségű, művelődéstörténeti, tudományos teljességre törekvő gyűjteményt gondoz; gyűjtőterülete - a Budapesti Történeti Múzeum kivételével - az egész országra kiterjed. Az országos múzeum ellátja a miniszter által jogszabályban ráruházott szakmai feladatokat. Az országos múzeum vezetőjének megbízásához és annak visszavonásához - amennyiben nem a miniszter a fenntartó - a miniszter előzetes egyetértését kell kérni. A Hadtörténeti Intézet és Múzeum parancsnokát a honvédelemért felelős miniszter nevezi ki, illetve menti fel.

### Országos szakmúzeum
Az országos szakmúzeum szakterületén tudományos teljességre törekvő, jelentős gyűjteményt gondoz; gyűjtőterülete az egész országra kiterjed. Az országos szakmúzeum ellátja a jogszabályban meghatározott szakmai feladatokat, ennek keretében részt vesz a kulturális javak védetté nyilvánításával és kiviteli engedélyezésével kapcsolatos hatósági ügyekben. Az országos szakmúzeum vezetőjének megbízásához és annak visszavonásához - amennyiben nem a miniszter a fenntartó - a miniszter véleményét előzetesen ki kell kérni.

### Megyei hatókörű városi múzeum
A megyei hatókörű városi múzeum feladata a kulturális javak helyi védelmének települési szintet meghaladó, egy megye közigazgatási területére kiterjedő biztosítása. A megyei hatókörű városi múzeumi feladatok ellátásáról a megyeszékhely megyei jogú város önkormányzata - Pest megyében Szentendre Város Önkormányzata, Komárom-Esztergom megyében Tata Város Önkormányzata - költségvetési szervként működő megyei hatókörű városi múzeum fenntartásával gondoskodik. A megyei hatókörű városi múzeum fenntartója tagintézményeket működtethet. A megyei hatókörű városi múzeum vezetőjének megbízásához és annak visszavonásához a miniszter egyetértése szükséges. Ha a miniszter a fenntartó erre irányuló javaslatának kézhezvételétől számított 30 napon belül nem hoz döntést, úgy kell tekinteni, hogy a javaslatban foglaltakkal egyetért.
A miniszter előzetesen véleményezi a megyei hatókörű városi múzeum
- a) alapító okiratát,
- b) stratégiai fejlesztési és beruházási tervét,
- c) éves szakmai feladatait,
- d) munkatervét, beszámolóját,
- e) feladatalapú költségvetését,
- f) teljesítményértékelését.[19]

### Területi múzeumok
A területi múzeum több múzeumi szakágat felölelő gyűjtőkörrel rendelkezik.
A területi múzeum gyűjtőterülete
- a) egy települési önkormányzat (városi, települési múzeum),
- b) több települési önkormányzat (tájmúzeum), vagy
- c) egy járás (járási múzeum) közigazgatási területére terjed ki.[21]

A miniszter a fenntartó kérelmére, a muzeális intézmény működési engedélyének kiadására vagy módosítására irányuló eljárás keretében - amennyiben a természettudományi feltárás vagy a helyszíni gyűjtés módszertani sajátosságai indokolják - a (2) bekezdésben foglaltaktól eltérő gyűjtőterületet is engedélyezhet
- a) természettudomány gyűjtőkör, vagy
- b) nemzetiségi bázisintézménnyé minősített muzeális intézmény esetén néprajz, történet és képzőművészet gyűjtőkör

esetében.
A területi múzeum vezetőjének megbízásához és annak visszavonásához a miniszter véleményét előzetesen ki kell kérni.
A területi múzeum gyűjtőterületére kiterjedően - a megyei hatókörű városi múzeummal kötött megállapodás alapján - elláthatja a megyei hatókörű városi múzeum 45/A. § (2) bekezdés bf), bg), bh) pontjaiban foglalt feladatait, vagy azok egy részét.
A területi múzeum állam, helyi önkormányzat fenntartásában, vagy az állam vagy helyi önkormányzat 100%-os tulajdonában álló gazdasági társaság fenntartásában működik.
A régészeti gyűjtőkörrel rendelkező területi múzeum a gyűjtőterületére kiterjedően
- a) végzi a jogszabályban meghatározott régészeti szaktevékenységeket,
- b) szakmai nyilvántartása alapján jogszabályban meghatározottak szerint adatokat szolgáltat a régészeti lelőhelyekről,
- c) a régészeti feltárás esetén kívül előkerült régészeti leletet vagy lelőhelyet a kulturális örökség védelméről szóló törvényben meghatározott intézménynek haladéktalanul bejelenti,
- d) jogszabályban meghatározottak szerint részt vesz a régészeti feltárás során előkerült régészeti leletek, továbbá a régészeti emlékek és a műemlékek vissza nem építhető vagy a helyszínen meg nem őrizhető töredékei és tartozékai elhelyezésében,
- e) jogszabályban meghatározottak szerint részt vesz a régészetileg védett területek ellenőrzésében.[26]

### Tematikus múzeumok
A tematikus múzeum:
a) a kulturális javak egy meghatározott csoportját, illetve egy témát érintő gyűjtőkörrel, országos vagy korlátozott gyűjtőterülettel, vagy
b) egy muzeológiai szakterületet (szakágat) felölelő gyűjtőkörrel, korlátozott gyűjtőterülettel rendelkező intézmény.
A tematikus múzeum vezetőjének megbízásához és annak visszavonásához a miniszter véleményét előzetesen ki kell kérni.

### Közérdekű muzeális gyűjtemények és kiállítóhelyek
Közérdekű muzeális gyűjtemény a kulturális javak meghatározott értékeinek egységes gyűjtési szempontok szerint létrejött, egységesen kezelt és őrzött, szabályozott módon nyilvántartott és dokumentált együttese, mely a múzeumi követelményeknek nem felel meg, de tudományos, illetőleg művészi értéke alapján a miniszter közérdekű muzeális gyűjteménynek minősíti.
Az (1) bekezdésben meghatározott gyűjtemények lehetnek különösen: helytörténeti, intézménytörténeti, személyhez kötődő gyűjtemények, tematikus szakgyűjtemények, vallási és egyháztörténeti gyűjtemények.

### Közérdekű muzeális kiállítóhely
Az a jelentősebb önálló gyűjteménnyel nem rendelkező intézmény (pl. személyhez, eseményhez, szervezethez vagy földrajzi ponthoz kötődő emlékház, emlékpark, régészeti park, kastély, tájház, galéria stb.), amely a miniszter engedélyével jogosult a kulturális javak, régészeti lelőhelyek, illetőleg épületek vagy épületegyüttesek tartozékaikkal és berendezéseikkel együtt történő bemutatására. A közérdekű muzeális gyűjteményekre és kiállítóhelyekre egyebekben - a 49. § kivételével - a múzeumokra vonatkozó rendelkezéseket kell alkalmazni.

## A muzeális intézmények fenntartása, irányítása
A muzeális intézmények fenntartásáról és irányítása az 1997. évi CXL. törvény VI. Fejezete rendelkezik.
A muzeális intézmény fenntartója az a természetes személy vagy jogi személy, amely biztosítja a muzeális intézmény folyamatos és rendeltetésszerű működéséhez szükséges feltételeket.

### A fenntartó feladatai
- a) meghatározza és jóváhagyja a muzeális intézmény éves és középtávú feladatait, így különösen stratégiai tervét, munkatervét és beszámolóját, fejlesztési és beruházási feladatait,
- b) költségvetési szervként működő muzeális intézmény esetén kiadja annak alapító okiratát, jóváhagyja szervezeti és működési szabályzatát,
- c) biztosítja a muzeális intézmény működési engedélyében meghatározott szakmai besorolása szerinti feladatai ellátásához szükséges személyi és infrastrukturális feltételeket,
- d) ellátja a muzeális intézmény fenntartásával, irányításával kapcsolatos, jogszabályokban meghatározott feladatokat,
- e) a költségvetési szervként működő muzeális intézmény vezetője felett gyakorolja a munkáltatói jogokat.[34]

A muzeális intézmények tevékenységének ágazati irányítását a miniszter látja el. A miniszter ágazati irányítási jogköre minden muzeális intézményre kiterjed.
Az ágazati irányítás keretében a miniszter
- a) szabályozza:
- aa) a muzeális intézmények működésének szakmai szabályait,
- ab) a szakfelügyelet rendjét,
- ac) a muzeális intézményekben alkalmazottak képesítési feltételeit,
- ad) a muzeális intézmények éves munkatervéhez szükséges kiemelt szakmai mutatókat,
- ae) a muzeális intézmények nyilvántartásában szereplő kulturális javak revíziójával és selejtezésével összefüggő kérdéseket,
- b) gondoskodik:
- ba) a muzeális intézményekben folyó szakmai munka országos, megyei, települési, fővárosi szintű szakmai ellenőrzéséről, értékeléséről,
- bb) az intézményvezetők számára előírt továbbképzés szakmai feltételeinek megteremtéséről,
- bc) a muzeológiai szakfelügyelők képzéséről és továbbképzéséről,
- bd) a szakfelügyeleti ellenőrzések általános tapasztalatainak feldolgozásáról és nyilvánosságra hozataláról,
- c) ellenőrzi:
- ca) a muzeális intézményekre vonatkozó jogszabályok, kiemelten a muzeális intézmények működési engedélyében meghatározott szakmai követelmények betartását,
- cb) a muzeális intézmények szakmai tevékenységének szakágankénti folyamatosságát, a szakágak egymáshoz viszonyított megfelelő arányát, színvonalát, hatékonyságát és eredményességét,
- cc) a kulturális javak védelmének, biztonságának kérdéseit,
- cd) a muzeális intézmények tárgyi, személyi feltételeit,
- ce) a tevékenységüket szabályozó egyéb jogszabályokban foglaltak megvalósulását és betartását,
- cf) az információs és statisztikai rendszer működését,
- cg) a muzeális intézményeknek nyújtott központi támogatások elosztását, felhasználását,
- d) javaslatot tesz a statisztikai adatszolgáltatás tartalmára,
- e) muzeológiai szakfelügyeletet működtet.[36]

## Egyéb irodalom
- Siklóssy László: Műkincseink vándorútja Bécsbe, Táltos Kiadás, Budapest, 1919. (→ új kiadás: Kárpáti Ház Kiadó, Kalocsa, 2004,  helytelen ISBN kód: 963-964-970-4 )
- Entz Géza: A magyar műgyűjtés történetének vázlata 1850-ig, szerzői kiadása, Budapest, 1937.
- A Magyar Nemzeti Múzeum (gyűjteményes kötet), Budapest, 1896.
- A Magyar Nemzeti Múzeum múltja és jelene. Alapításának századik évfordulója alkalmából, Hornyánszky Viktor Kiadása, Budapest, 1902.
- Béni Gyöngyi – Balassa Iván: Magyar múzeumok, Budapest, 1969.
- Gerelyes Ede: A magyar múzeumügy a két forradalom időszakában 1918-1919. Tanulmány és dokumentumkötet, Magánkiadás, Budapest, 1967.
- Korek József: Gyűjtemények, múzeumok, muzeológia, Tankönyvkiadó, Budapest, 1976.
- Balassa Iván: A magyar múzeumok történetének vázlata In.: Agrármúzeológiai Füzetek III., Budapest, 1984, 5-13. o. (ISBN szám nélkül)
- Lanfranco Binni – Giovanni Pinna: A múzeum. Egy kulturális gépezet története a XVI. századtól napjainkig; ford. Pintér Judit, Gondolat Könyvkiadó, Budapest, 1986, ISBN 963-281-735-4
- (szerk.) Kurucz Albert – Balassa M. Iván – Kecskés Péter – Varga Zsuzsa: Szabadtéri néprajzi múzeumok Magyarországon, Corvina Kiadó, Budapest, 1987, ISBN 963-13-2209-2
- Korek József: A muzeológia alapjai. Tankönyvkiadó, Budapest, 1988, ISBN 963-18-1387-8
- Selmeczi Kovács Attila – Szabó László (szerk.): Néprajz a magyar múzeumokban. Budapest–Szolnok, 1989. (ISBN szám nélkül)
- Magyar múzeumi arcképcsarnok. Főszerk. Bodó Sándor, Viga Gyula. Budapest: Pulszky Társaság; Tarsoly. 2002. ISBN 963-86222-4-5
- Molnos Péter: Elveszett  örökség – Magyar műgyűjtők a 20. században. Kieselbach Galéria és Aukciósház, Budapest, 2017, ISBN 9786155199134